# Уилкс (округ, Северная Каролина)
Округ Уилкс (англ. Wilkes County) располагается в штате Северная Каролина, США. Официально образован в 1778 году. По состоянию на 2010 год, численность населения составляла 69 340 человек.

## География
По данным Бюро переписи США, общая площадь округа равняется 1968,402 км2, из которых 1960,632 км2 суша и 7,770 км2 или 0,360 % это водоемы.

## Население
По данным переписи населения 2010 года в округе проживает 69 340 жителей в составе 28 360 домашних хозяйств и 19 683 семей. Плотность населения составляет 35,49 человек на км2. На территории округа насчитывается 33 065 жилых строений, при плотности застройки около 16,93-ти строений на км2. Расовый состав населения: белые — 90,60 %, афроамериканцы — 4,08 %, коренные американцы (индейцы) — 0,19 %, азиаты — 0,43 %, гавайцы — 0,03 %, представители других рас — 3,33 %, представители двух или более рас — 1,33 %. Испаноязычные составляли 0,00 % населения независимо от расы.
В составе 26,76 % из общего числа домашних хозяйств проживают дети в возрасте до 18 лет, 54,03 % домашних хозяйств представляют собой супружеские пары проживающие вместе, 10,50 % домашних хозяйств представляют собой одиноких женщин без супруга, 30,60 % домашних хозяйств не имеют отношения к семьям, 26,69 % домашних хозяйств состоят из одного человека, 11,59 % домашних хозяйств состоят из престарелых (65 лет и старше), проживающих в одиночестве. Средний размер домашнего хозяйства составляет 2,41 человека, и средний размер семьи 2,89 человека.
Возрастной состав округа: 22,41 % моложе 18 лет, 7,16 % от 18 до 24, 23,96 % от 25 до 44, 29,49 % от 45 до 64 и 16,99 % от 65 и старше. Средний возраст жителя округа 42.4 лет. На каждые 100 женщин приходится 97,69 мужчин. На каждые 100 женщин старше 18 лет приходится 95,42 мужчин.
Средний доход на домохозяйство в округе составлял 30 668 USD, на семью — 39 670 USD. Среднестатистический заработок мужчины был 30 917 USD против 26 182 USD для женщины. Доход на душу населения составлял 18 319 USD. Около 17,60 % семей и 21,50 % общего населения находились ниже черты бедности, в том числе — 32,60 % молодежи (тех, кому ещё не исполнилось 18 лет) и 13,40 % тех, кому было уже больше 65 лет.